# デモノロジー
『デモノロジー』（Daemonologie、『悪魔学』もしくは『悪魔論』）は、1597年にスコットランド王ジェームズ6世（後のイングランド王ジェームズ1世）によって書かれ、発行された文献で、当時の降霊術と古代の黒魔術における様々な占術の歴史的関係についての考察が記述された哲学論文。この文献は、悪魔学と悪魔がどのようにして人間に危害を加えるかということについての研究や、狼男や吸血鬼などについても扱っている。